# كازينو مونت كارلو

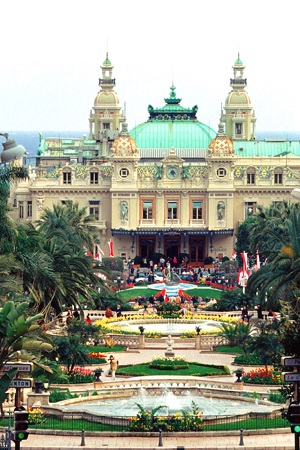
كازينو مونت كارلو

يعد كازينو مونت كارلو (بالانجليزية: Monte Carlo Casino)، واسمه الرسمي (Casino de Monte-Carlo) من أشهر مواقع الجذب السياحي في موناكو، ويضم كذلك مسرح مونت كارلو الكبير Grand Théâtre de Monte Carlo الذي يشمل بدوره دارا للأوبرا والباليه ومقر فرقة «باليه دو موناكو». يقع الكازينو في حي مونتي كارلو في إمارة موناكو، رغم هذا يحظر على مواطني موناكو دخول الكازينو، كما يتعين اظهار جواز السفر وبلوغ السن القانونية لدخوله. كذلك استضاف الكازينو نهائي دورة البوكر الأوروبية.
تمتلك الكازينو شركة (SBM) أو Société des Bains de Mer de Monaco والتي لديها أكبر عدد من الموظفين في الإمارة والمختصة بمجال السياحة والتي تمتلك بعضا من أشهر الفنادق والنوادي. تمتلك حكومة الإمارة حصة الأغلبية في الشركة، كما أنها مسجلة ضمن مؤشر CAC Mid 100 المدرج في بورصة باريس.
تم اشتقاق تسمية طريقة مونت كارلو في الإحصاء الرياضي من كازينو مونتي كارلو.

## معمار

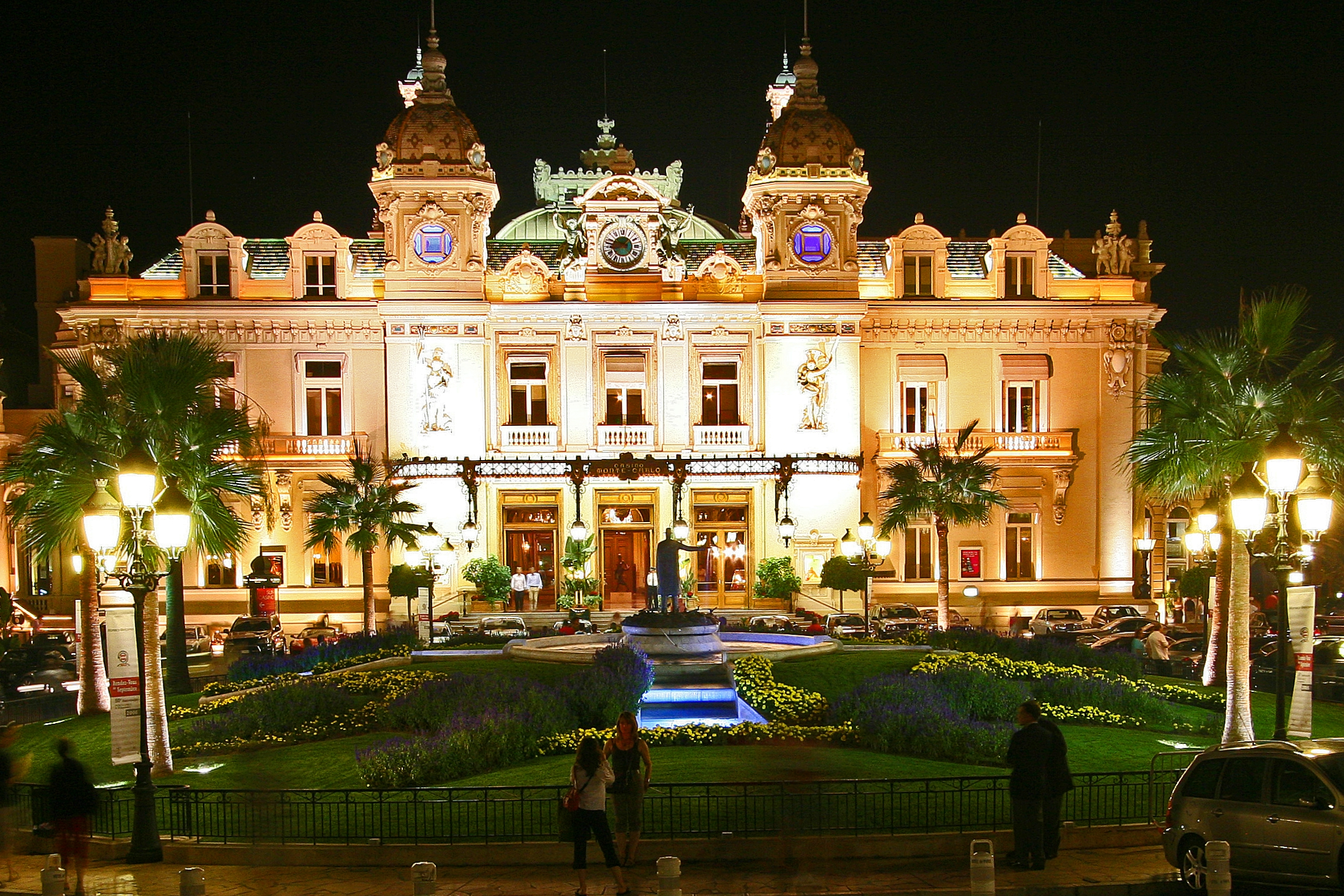
كازينو مونتي كارلو ليلا (2006).

قام بتصميم مبنى الكازينو المهندس المعماري شارل غارنيه وهو نفسه مصمم قصر غارنيه إحدى دور الأوبرا في باريس والذي يقترب منه في التصميم. يمثل البناء بوضوح أسلوب العمارة الكلاسيكية الحديثة المعروف بBeaux Arts والمماثل لأوبرا باريس والتي وصفها غارنيه (أوبرا باريس) بطراز «نابليون الثالث».
يحتوي الكازينو على عدد من الأقسام بينها: أنواع متعددة من الروليت، بلاك جاك، كرابس "Craps"، فيديو بوكر وماكينات سلوت.

## تاريخ

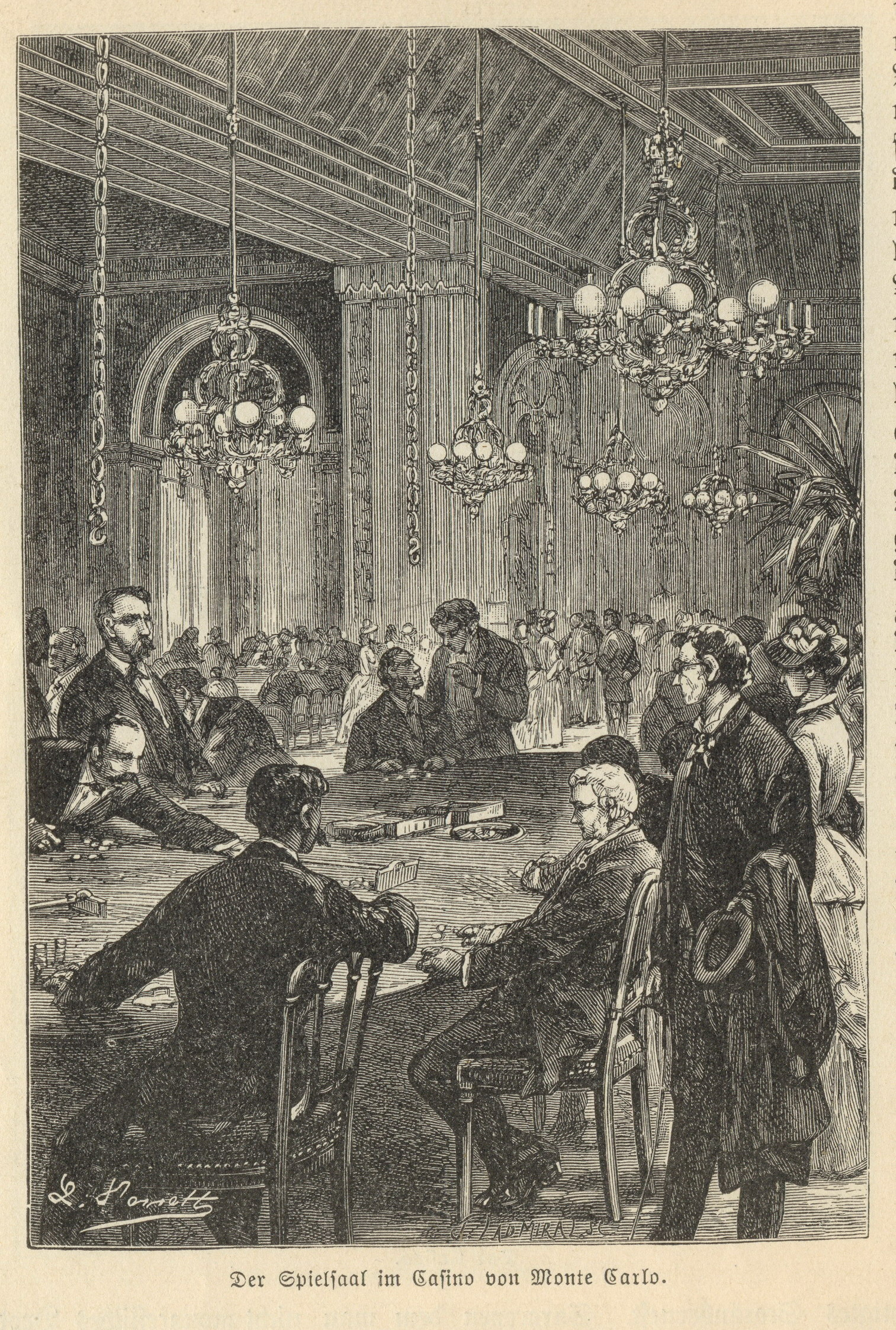
رسم لصالة القمار داخل كازينو مونت كارلو (1889).

في العام 1845 تم السماح قانونيا بالقمار من قبل الأمير فلورستان الأول (حكم بين عامي 1841-1856). افتتح أول كازينو عام 1856 في فيلا قرب المرفأ. قام الأمير شارل الثالث ببناء حي جديد أطلق عليه مونت كارلو، وكان الكازينو الحالي ضمن تصميم الحي الجديد. ليتم بناء الكازينو العام 1863 ومنذ العام 1898 وشركة (SBM) تقوم بإدارة الكازينو الذي أضيف إليه العام 1901 توسعة ضمت المسرح الحالي.

## في السينما
تم ذكر وتصوير عدة مشاهد للكازينو ضمن عدد من الأفلام السينمائية وبالأخص سلسلة عميل الاستخبارات البريطانية جيمس بوند منها الفيلم التلفزيوني كازينو رويال العام 1954 والمبني على رواية كازينو رويال من تأليف إيان فلمنغ العام 1953، ومنها فيلمي Never Say Never Again (تمثيل شون كونري في 1983) وGoldenEye (تمثيل بيرس بروسنان في 1995).

## معرض صور

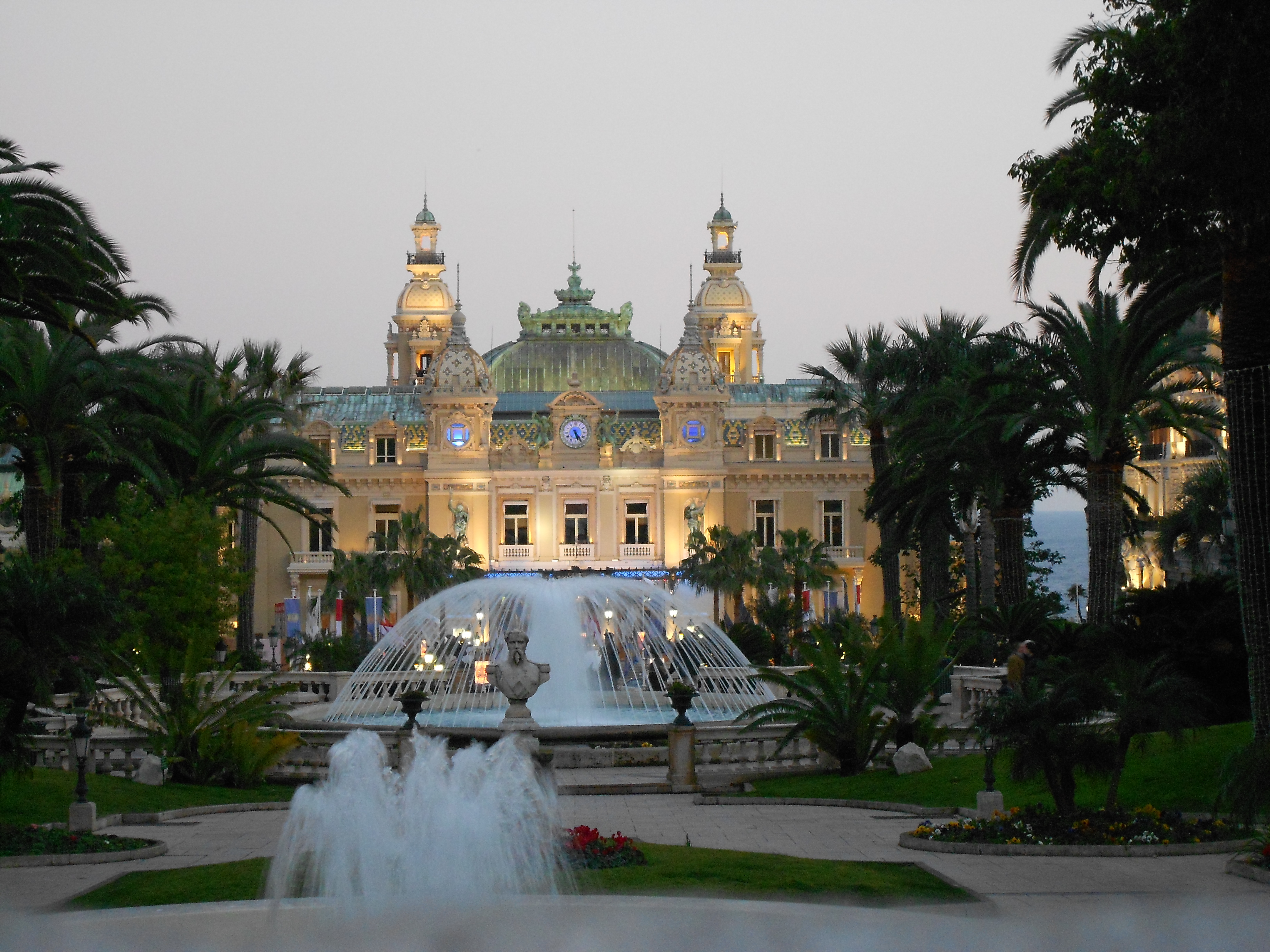
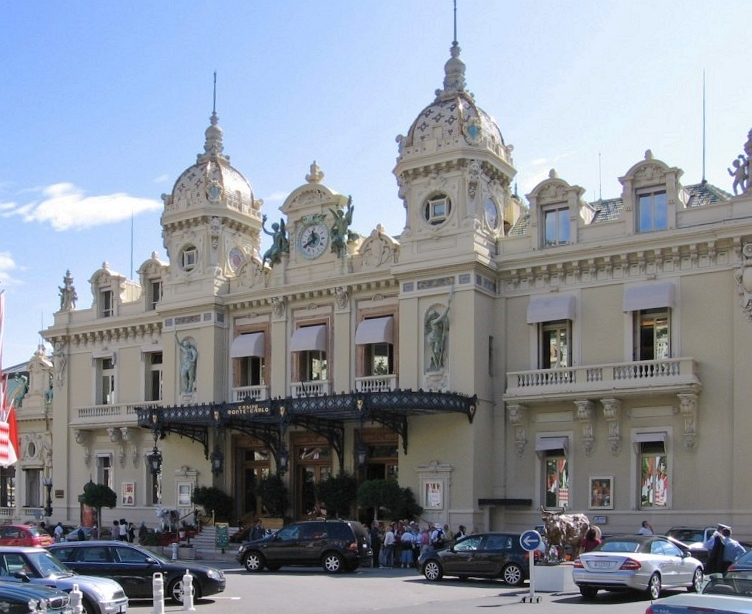
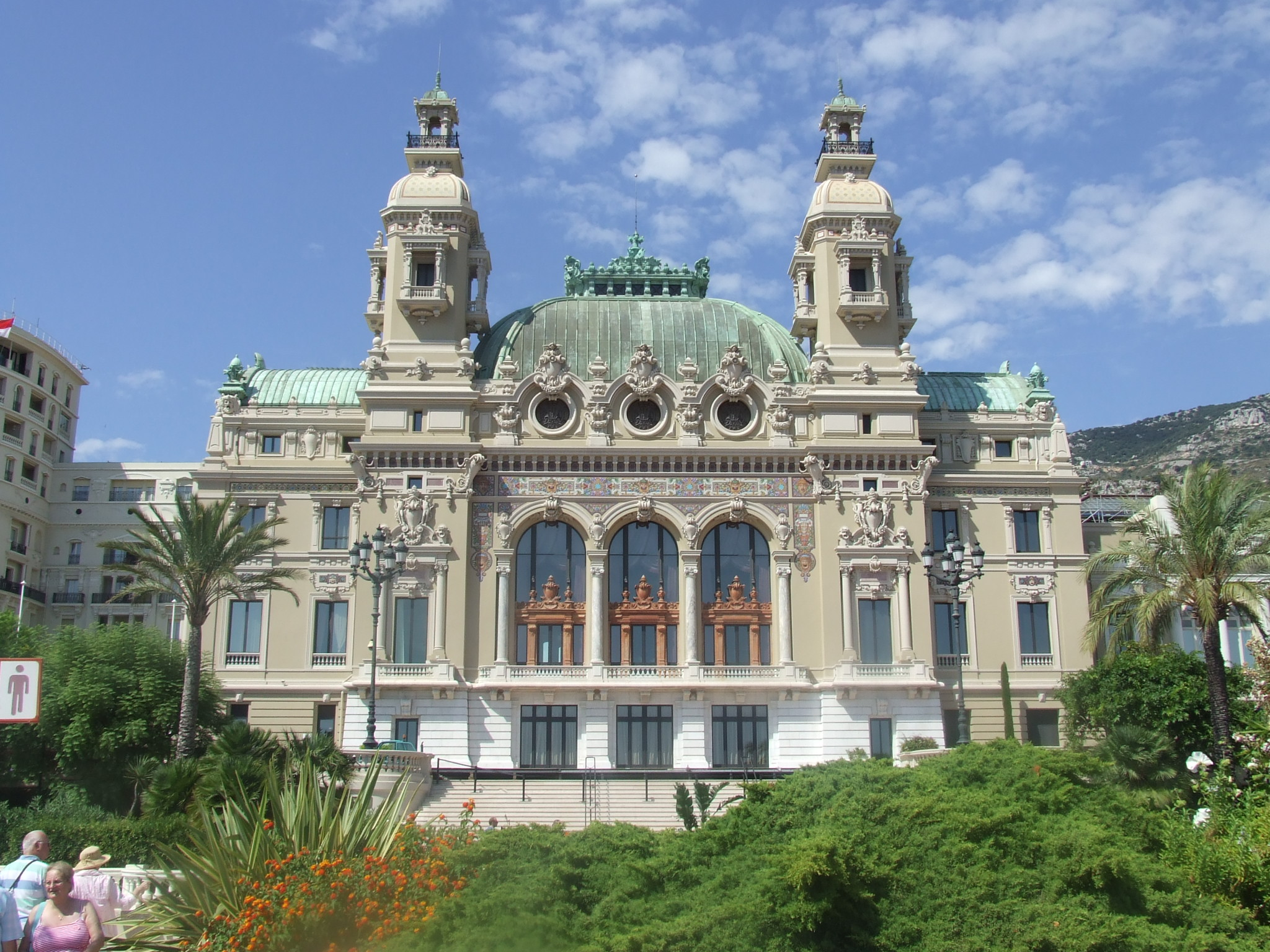
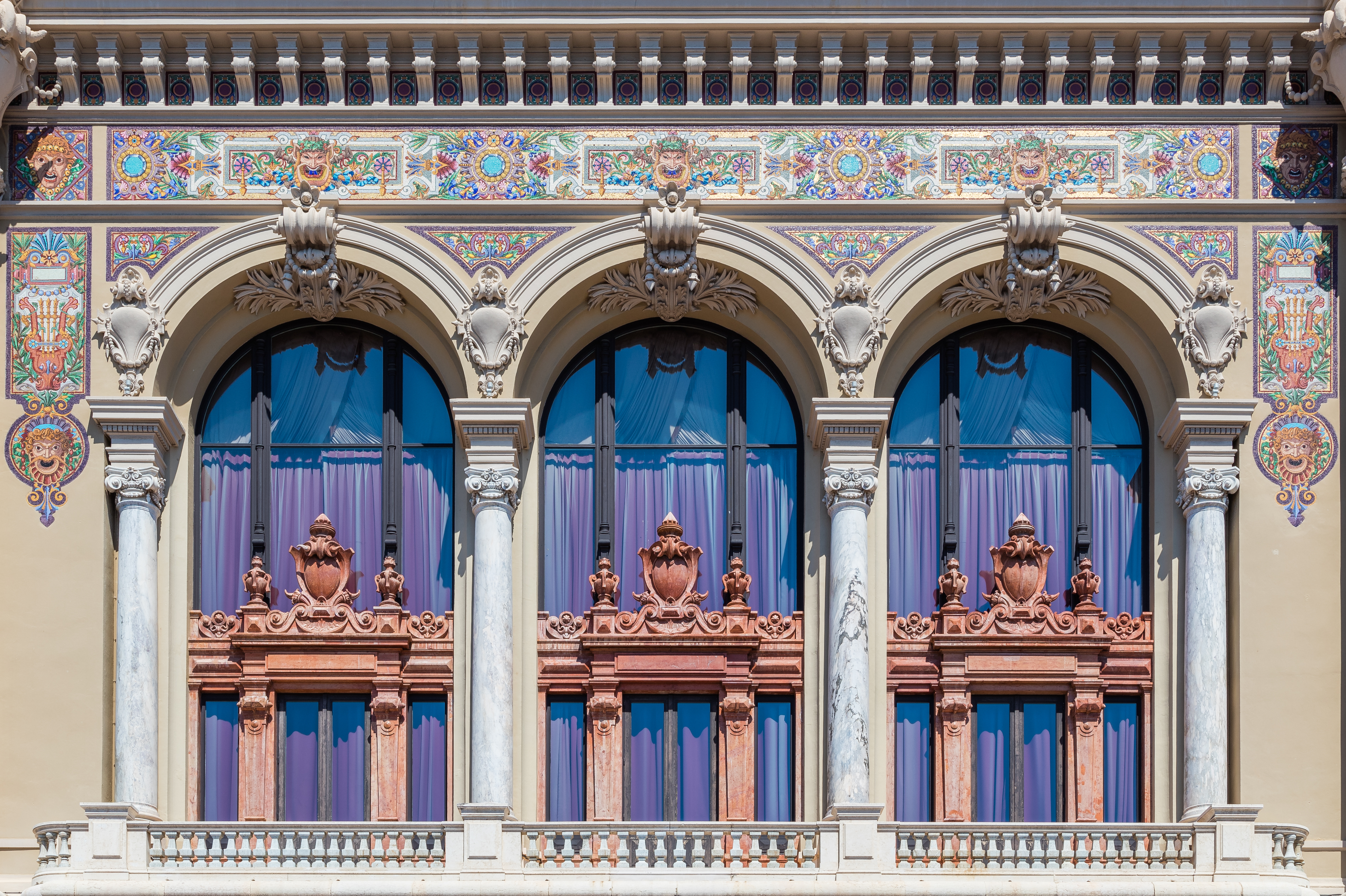

## وصلات خارجية
- الموقع الرسمي